# Соймиярви
Соймиярви — пресноводное озеро на территории Лендерского сельского поселения Муезерского района Республики Карелии.

## Общие сведения
Площадь озера — 3,2 км². Располагается на высоте 193,5 метров над уровнем моря.
Форма озера продолговатая: оно более чем на три километра вытянуто с северо-запада на юго-восток. Берега несильно изрезанные, каменисто-песчаные, преимущественно возвышенные.
Из юго-восточного залива Соймиярви вытекает река Сойма, впадающая в небольшое озеро Анасмеярви, через которое протекает река Суна.
Ближе к северо-западной оконечности Соймиярви расположено два относительно крупных (по масштабам водоёма) острова без названия.
Вдоль северо-восточного берега озера проходит автодорога местного значения.
Населённые пункты вблизи водоёма отсутствуют.
Код объекта в государственном водном реестре — 01040100211102000017579.